# Черам
Чера́м или Хенгдохшейх (перс. چرام‎) — город на юго-западе Ирана, в провинции Кохгилуйе и Бойерахмед. Входит в состав шахрестана  Кохгилуйе.
На 2006 год население составляло 11 980 человек; в национальном составе преобладают луры, в конфессиональном — мусульмане-шииты.

## География
Город находится в центральной части Кохгилуйе и Бойерахмеда, в горной местности западного Загроса, на высоте 747 метров над уровнем моря.
Черам расположен на расстоянии приблизительно 75 километров к западу от Ясуджа, административного центра провинции и на расстоянии 545 километров к югу от Тегерана, столицы страны.